# Tachytrechus bolivianus
Tachytrechus bolivianus är en tvåvingeart som beskrevs av Yang och Zhang 2006. Tachytrechus bolivianus ingår i släktet Tachytrechus och familjen styltflugor.
Artens utbredningsområde är Bolivia. Inga underarter finns listade i Catalogue of Life.